# Émetteur de Molesmes
L'Émetteur de Molesmes est un émetteur TDF situé à Molesmes dans le département de l'Yonne. Il a été construit en 1966.

## Caractéristiques
L'émetteur mesure 200 mètres.

## Télévision

### Diffusion analogique
Le 16 novembre 2010, les chaînes terrestres émettant en analogique cessent d'émettre.
| Numéro | Chaîne             | Canal | Ondes | Puissance (PAR) |
| ------ | ------------------ | ----- | ----- | --------------- |
| 1      | TF1                | 37H   | UHF   | 215 kW          |
| 2      | France 2           | 31H   | UHF   | 215 kW          |
| 3      | France 3 Bourgogne | 34H   | UHF   | 215 kW          |
| 5      | France 5 / Arte    | 55H   | UHF   | 50 kW           |
| 6      | M6                 | 49H   | UHF   | 50 kW           |

Source : "Liste des anciens émetteurs de télévision français" (fichier PDF).

### Diffusion numérique
Depuis le 5 avril 2016, les chaînes de la TNT sont quasiment toutes diffusées sous la norme MPEG-4. Le multiplex R9, diffusant des chaînes sous la norme HEVC, est activé le 11 juin 2024.
| Multiplex | LCN               | Chaînes                                                      | Canal | Puissance (PAR) | Diffuseur |
| --------- | ----------------- | ------------------------------------------------------------ | ----- | --------------- | --------- |
| R1        | 2 3 4 16          | France 2 France 3 Bourgogne France 4 France Info             | 29H   | 40 kW           | TDF       |
| R2        | 12 13 14 17 18 19 | Gulli BFM TV CNews CStar T18 Novo 19                         | 47H   | 40 kW           | TowerCast |
| R4        | 5 6 7 9 22 26     | France 5 M6 Arte W9 6ter Paris Première                      | 31H   | 40 kW           | TowerCast |
| R6        | 1 8 10 11 15      | TF1 LCP TMC TFX LCI                                          | 44H   | 40 kW           | TowerCast |
| R7        | 20 21 23 24 25    | TF1 Séries Films L'Équipe RMC Story RMC Découverte Chérie 25 | 23H   | 40 kW           | TowerCast |
| R9        | 52                | France 2 UHD                                                 | 46H   | 10 kW           | TDF       |

Source : Emetteurs TNT dans l'Yonne sur le forum de tvnt.net (consulté le 8 avril 2017).

## RadioFM
L'émetteur de Molesmes émet 4 radios publiques, qui couvrent notamment Auxerre.
| Fréquence | Radio               | Puissance | RDS (PS) |
| --------- | ------------------- | --------- | -------- |
| 89.5      | France Culture      | 5 kW      | _CULTURE |
| 92.8      | France Musique      | 5 kW      | MUSIQUE_ |
| 99.5      | France Inter        | 5 kW      | __INTER_ |
| 101.3     | France Bleu Auxerre | 5 kW      | BLEU.AUX |

## Téléphonie mobile
| Opérateur        | 2G  | 3G  | 4G  | FH  |
| ---------------- | --- | --- | --- | --- |
| Orange           | Oui | Oui | Non | Non |
| SFR              | Oui | Oui | Oui | Oui |
| Bouygues Telecom | Oui | Oui | Oui | Oui |
| Free             | Non | Oui | Oui | Oui |

Source : Situation géographique du site sur cartoradio.fr (consulté le 8 avril 2017).

## Autres réseaux
| Opérateur                     | Type de transmission           |
| ----------------------------- | ------------------------------ |
| EDF                           | COM TER                        |
| IFW (opérateur WiMAX)         | BLR de 3 GHz                   |
| Conseil régional de Bourgogne | Faisceau hertzien BLR de 3 GHz |
| TDF                           | Faisceau hertzien              |

Source : Situation géographique du site sur cartoradio.fr (consulté le 8 avril 2017).

## Galeries de photos
- Galerie de photos du site tvignaud. (consulté le 13 avril 2017).
- Photos sur annuaireradio.fr (consulté le 13 avril 2017).